# Verwaltungsgemeinschaft Hohnstein/Südharz
De Verwaltungsgemeinschaft Hohnstein/Südharz in het Thüringische landkreis Nordhausen was een gemeentelijk samenwerkingsverband waarbij vijf gemeenten zijn aangesloten. Het bestuurscentrum bevond zich in het dorp Ilfeld in de gemeente Harztor.

## Geschiedenis
Op 1 december werden de gemeenten Petersdorf, Rodishain en Stempeda opgenomen in de gemeente [[Nordhausen (stad}|Nordhausen]]. Op 1 januari 2012 fuseerden Ilfeld en Niedersachswerfen tot de gemeente Harztor, die onderdeel werd van de Verwaltungsgemeinschaft. Op 6 juli 2018 werd het samenwerkingsverband opgeheven en werd Buchholz opgenomen in de gemeente Nordhausen en werden Harzungen, Herrmannsacker en Neustadt/Harz opgenomen in de gemeente Harztor.

## Deelnemende gemeenten
De volgende gemeenten maakte deel uit van de Verwaltungsgemeinschaft:
- Buchholz
- Harzungen
- Herrmannsacker
- Ilfeld
- Niedersachswerfen
- Neustadt/Harz
- Petersdorf
- Rodishain
- Stempeda